# Ванкуверський морський музей

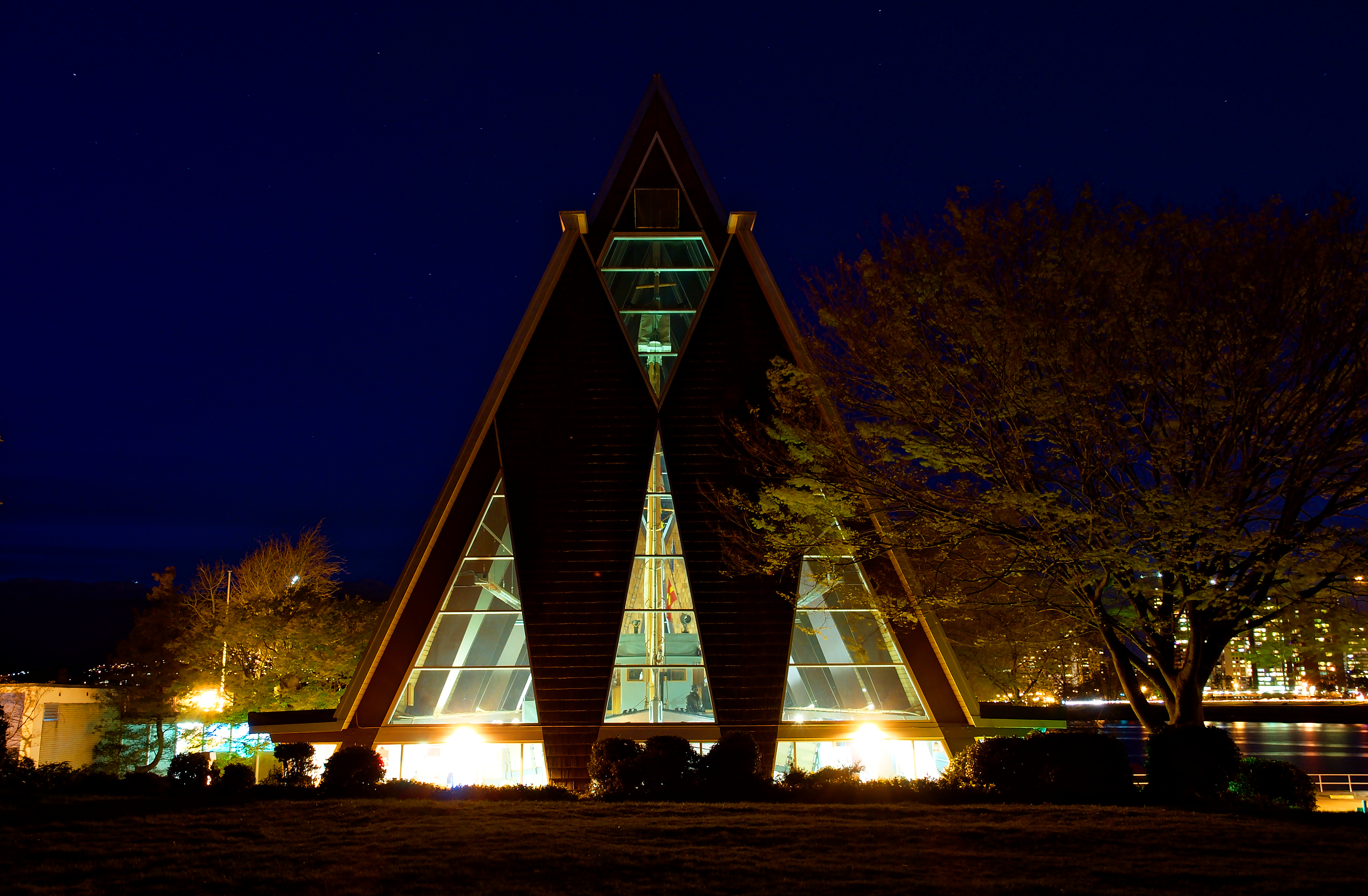
Ванкуверський морський музей вночі

Ванкуверський морський музей (англ. Vancouver Maritime Museum) — морський музей на тему морської історії Ванкувера, Британської Колумбії та Канадської Арктики.

## Історія
Музей заснований у 1959 році. Найстаріший морський музей Канади й один із найкращих музеїв морської тематики на заході Північної Америки.
Музей має велику колекцією морської техніки, у тому числі дослідне підводне судно NASA «Ben Franklin (PX-15)». Родзинкою колекції музею є шхуна «St. Roch», що належала Канадської королівської кінної поліції, яка першою обігнула всю Північну Америку, пройшовши через Північно-Західний прохід і Панамський канал.
У музеї представлені мальовані карти, що належали відомому англійському мореплавцю Джеймсу Куку. Також музей має велику галерею моделей суден, у тому числі історичних моделей суден, побудованих повністю з картону або паперу. Найбільш відома модель французького військового корабля «Vengeur du Peuple», яка побудована з кістки французькими військовополоненими близько 1800 року. Музей також має колекцією творів мистецтва морської тематики, велику бібліотеку та архів.

## Галерея фотографій

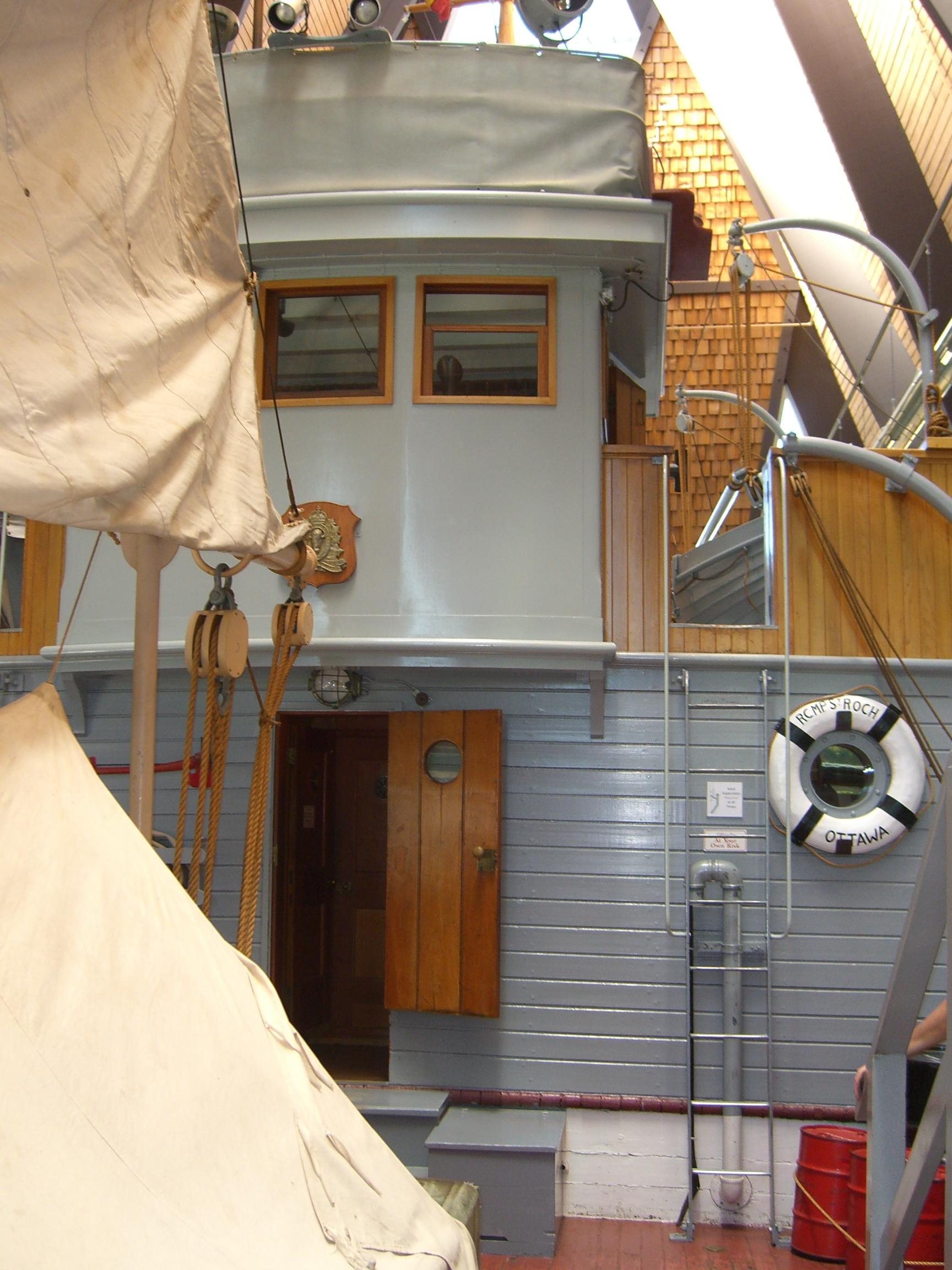
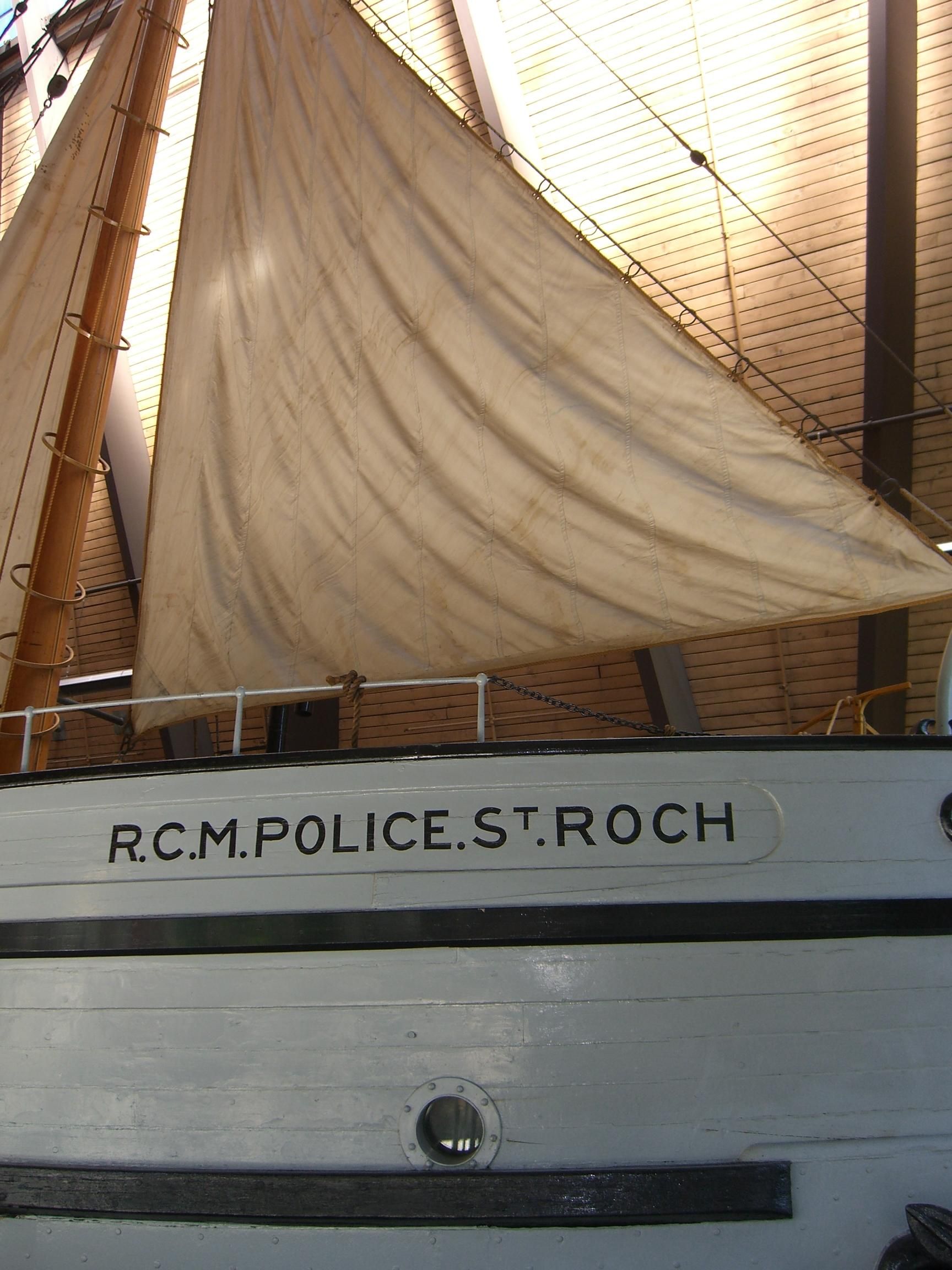
Шхуна «St. Roch»
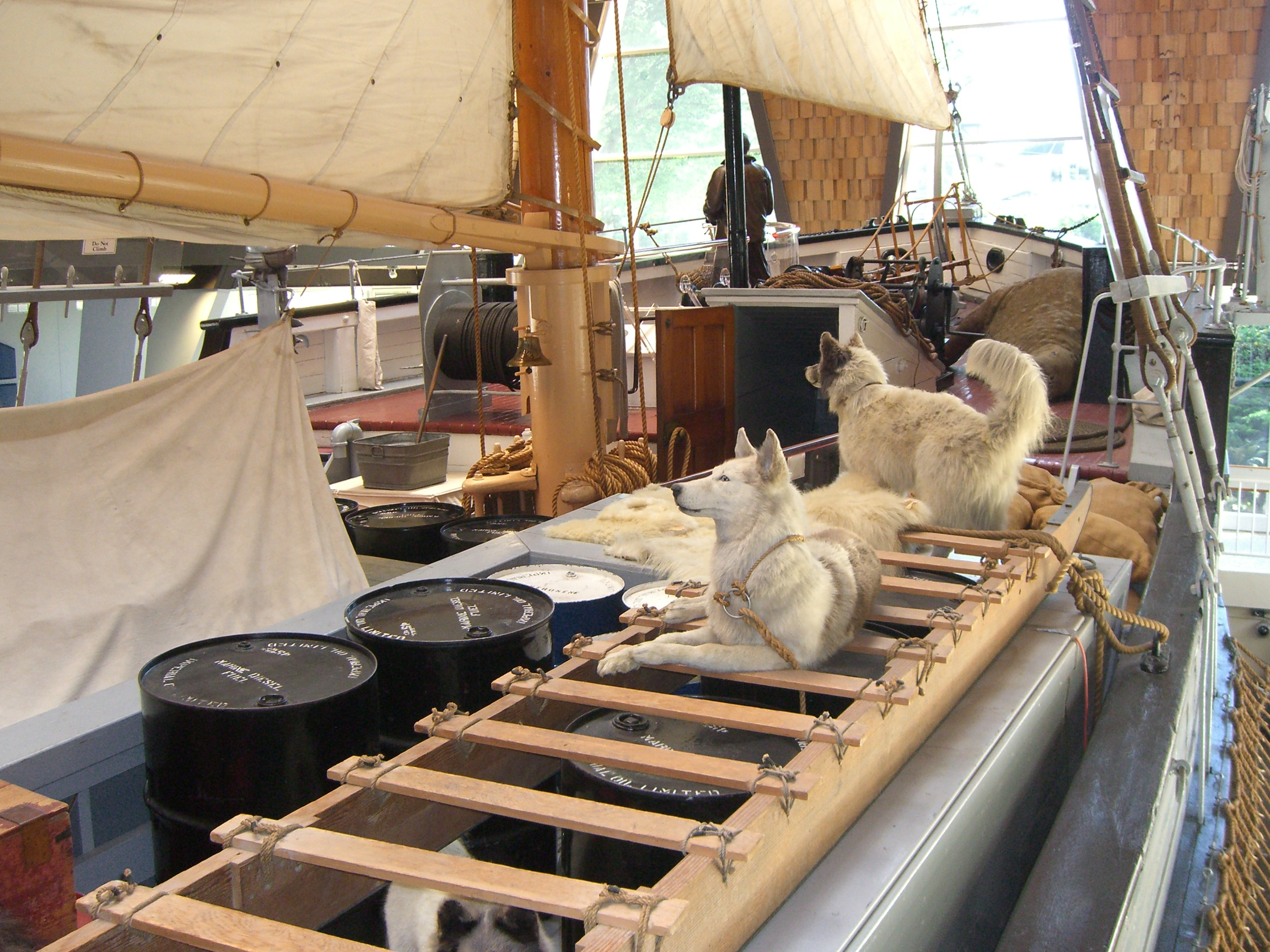
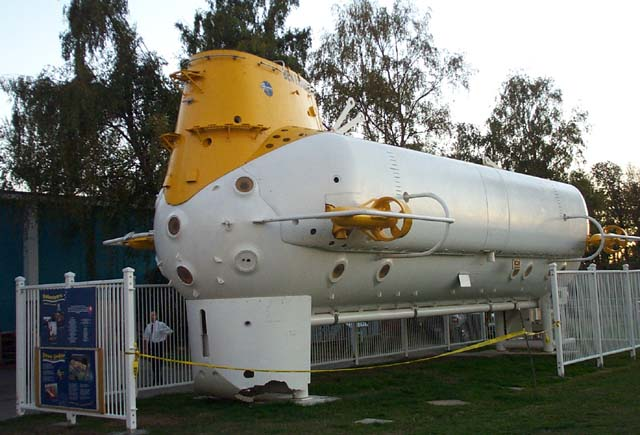
Дослідницьке підводне судно NASA «Ben Franklin (PX-15)»
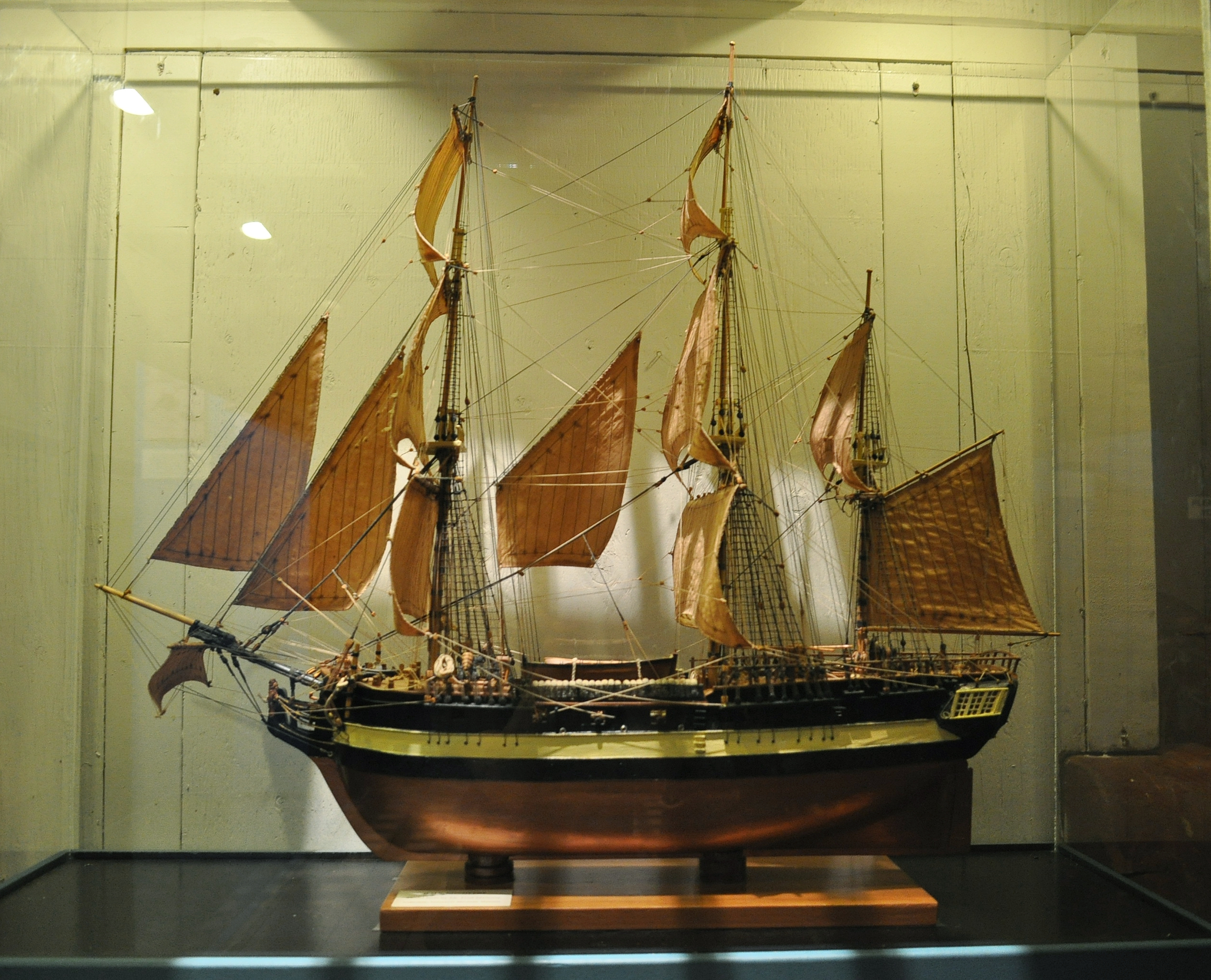
Модель корабля HMS Discovery
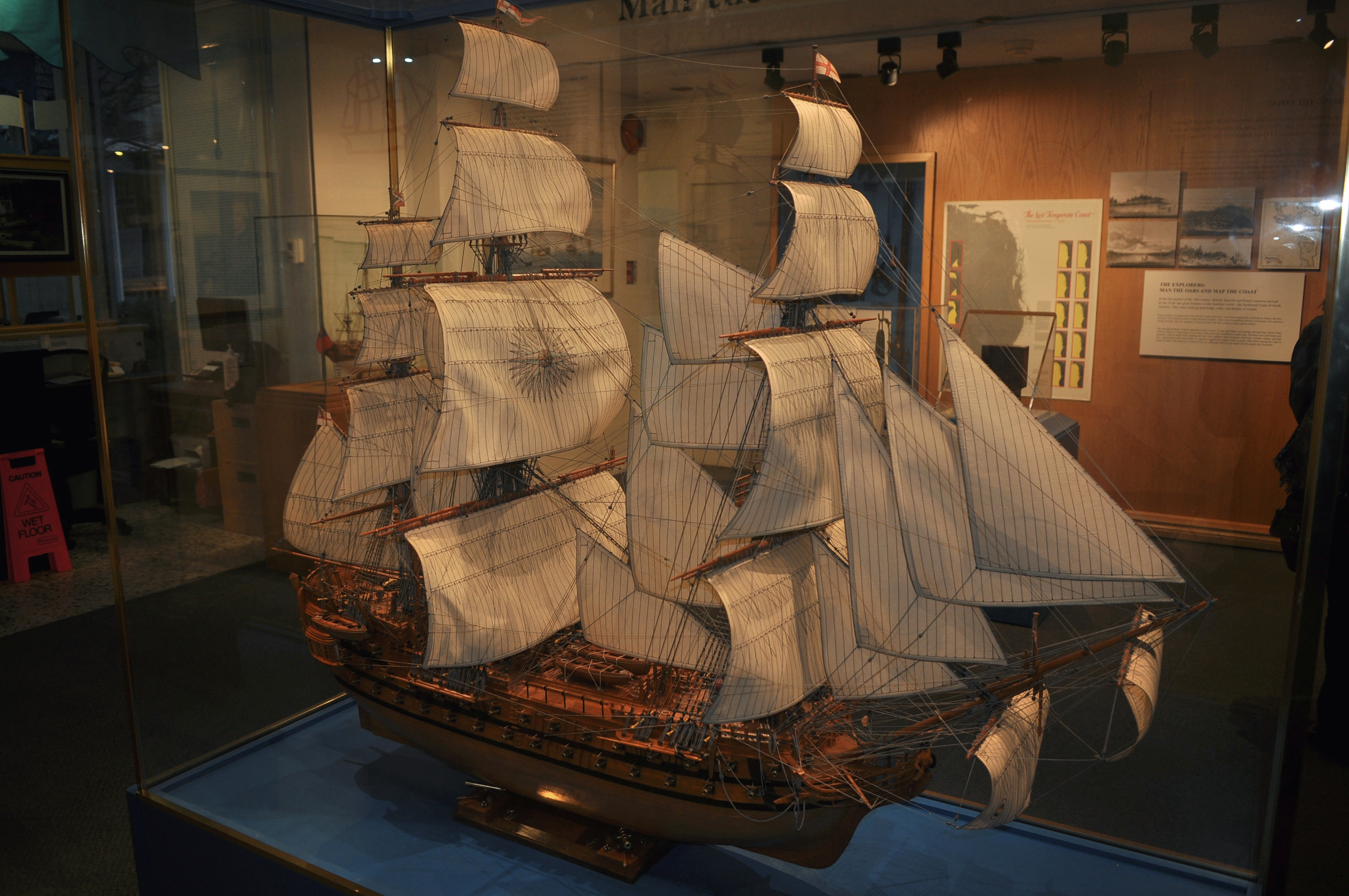
Модель корабля HMS Orion